# 가톨릭 나고야 교구
가톨릭 나고야 교구(일본어: カトリック名古屋教区, 라틴어: Dioecesis Nagoyaensis)는 일본 가톨릭교회 오사카 관구의 교구이다

## 연혁
- 1922년 2월 18일, 도쿄 교구의 아이치 현, 기후 현과 니가타대목구의 후쿠이 현, 이시카와 현, 토야마 현을 합해 나고야지목구로 설립되었다. 초대지목구장에는 조셉프 라인네스 신부가 임명되었다
- 1941년, 대목구장 조셉프 라인네스 몬시뇰이 사임하고 마츠오카 신부가 후임 지목구장이 되었다.
- 1962년 4월 16일 지목구에서 교구로 승격, 나고야 교구가 되었다. 마츠오카 지목구장은 주교로 서품되어, 초대 교구장이 되었다.
- 1969년 7월 13일, 마츠오카 주교가 사임하였다.
- 1969년 9월 15일, 소우마 노부오 신부가 주교에 서품되어 교구장으로 착좌하였다.
- 1993년 4월 5일, 소우마 주교가 사임하여, 노무라 주니치 신부가 교구장에 임명되었다.
- 1993년 7월 4일, 노무라 신부가 주교로 서품되어 교구장에 착좌하였다.
- 2015년 3월 29일 노무라주교가 정년 사임하여 오사카 보좌주교 마쓰라 고로(松浦悟郎)주교가 교구장에 임명되었다

## 관할 구역
아이치현(愛知県)、기후현(岐阜県)、이시카와현(石川県)、후쿠이현(福井県)、도야마현(富山県)

## 역대 지목구장
- 1대 조셉 라인네스(Joseph Reiners) 몬시뇰 (1922.02.18 ~ 1941)
- 2대 마추오카 마고시로(베드로)신부 (松岡孫四郎, 1941 ~ 1962.04.16)

## 역대 교구장
- 1대 마추오카 마고시로(베드로) 주교 (松岡孫四郎, 1962.04.16 ~ 1969.06.26)
- 2대 소마 노부오(알로이시오) 주교 (相馬信夫, 1969.06.26 ~ 1993.04.05)
- 3대 노무라 쥬니치(아우구스티노) 주교 (野村純一, 1993.04.05 ~2015,03,29)
- 4대 마쓰라 고로 (미카엘) 주교 (松浦悟郎, 2015.03.29~)